# Norman Whitfield

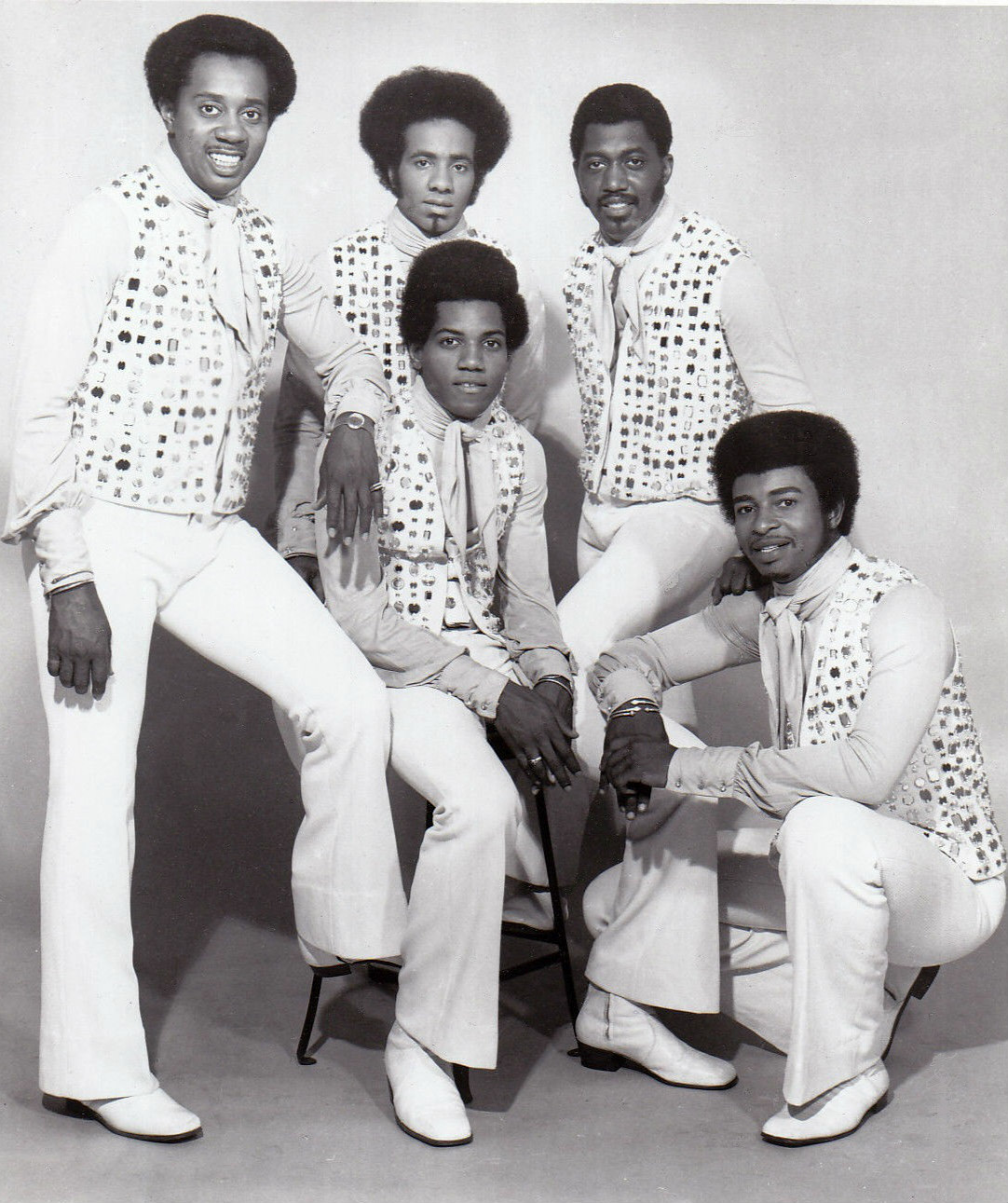
The Temptations

Norman Jesse Whitfield (New York, 12 mei 1943  - Los Angeles, 16 september 2008) was een Amerikaanse soul/r&b-producent en songwriter. Hij kreeg vooral bekendheid door zijn werk voor het Motown-platenlabel van Berry Gordy in de jaren zestig en zeventig.
Al op 18-jarige leeftijd werkte hij als producent en songwriter bij de platenmaatschappij Thelma Records in Detroit (Michigan), onder meer met The Distants. In 1962 kreeg hij een job bij Motown Records.
Het eerste succesnummer dat hij bij Motown schreef was I Couldn't Cry If I Wanted To, samen geschreven met Eddie Holland en opgenomen door The Temptations. Daarna volgden hits als Too Many Fish in the Sea van The Marvelettes en Needle in a Haystack van The Velvelettes.
Vanaf 1963 schreef hij hits voor The Temptations en in 1966 werd hij de hoofdproducent van deze groep, waarvan enkele leden nog bij The Distants gezongen hadden. Hij produceerde en schreef o.a. klassiekers als Ain't Too Proud To Beg (vooral bekend in de versie van Marvin Gaye), I Can't Get Next To You, Papa Was A Rollin' Stone, Masterpiece, Psychedelic Shack en Ball Of Confusion (That's What The World Is Today). Voor het schrijfwerk werkte hij meestal samen met Barrett Strong. Samen schreven zij ook de hit War van Edwin Starr.
Vanaf 1967 hadden ook Gladys Knight & the Pips hits met door hem (meestal samen met Barrett Strong) geschreven nummers, te beginnen met I Heard It through the Grapevine, dat een jaar eerder al was opgenomen door The Miracles maar vooral in de versie van Marvin Gaye wereldwijd succes had.
In 1973 verliet Whitfield Motown en richtte zijn eigen platenlabel op, Whitfield Records, waarvoor hij artiesten als Rose Royce en The Undisputed Truth (overgekomen van Motown) produceerde. Rose Royce had een grote hit met de door hem geschreven en geproduceerde single Car Wash uit de gelijknamige film. Voor de soundtrack van die film kreeg Whitfield in 1977 een Grammy Award. In datzelfde jaar schreef hij voor de r&b meidengroep Stargard de titelsong van de film Which Way Is Up?.
Begin jaren tachtig keerde hij terug naar Motown, waar hij opnieuw The Temptations produceerde en ook de soundtrack van de film The Last Dragon van Berry Gordy.
In 2005 werd Whitfield veroordeeld voor belastingontduiking; omwille van zijn gezondheidsproblemen (hij had diabetes) moest hij niet naar de gevangenis, maar kreeg huisarrest en een geldboete. Op 16 september 2008 overleed hij aan de gevolgen van diabetes 2.
- Bibsys: 44457
- Biblioteca Nacional de España: XX882800
- Bibliothèque nationale de France: cb14839047j (data)
- Gemeinsame Normdatei: 136286224
- International Standard Name Identifier: 0000 0001 1451 1483
- Library of Congress Control Number: n94035379
- MusicBrainz: 01a7069c-882d-40f5-9575-c59d5bddcd61
- Nationale Bibliotheek van Tsjechië: xx0083990
- Nationale en Universitaire bibliotheek Zagreb: 000064874
- Nederlandse Thesaurus van Auteursnamen: 070585822
- Virtual International Authority File: 87758432
- WorldCat: E39PBJhhkYwMfVGbb7tp9rtBT3